# 米克爾·提爾斯特倫
米克爾·提爾斯特倫（Mikael Tillström，1972年3月5日—）是一位瑞典職業網球運動員，1991年轉職業，現已退役。
1996年澳洲網球公開賽，他打出了生涯代表作，第四輪擊敗當屆法網冠軍托馬斯·穆斯特，而首度闖進大滿貫單打比賽八強，雖然不敵最後闖入決賽的當屆亞軍，華裔美籍著名球員張德培，仍創下最佳單打戰績。
他曾代表瑞典參加2000年雪梨奧運會，在單打賽事第三輪被羅傑·費德勒淘汰，他獲得一座ATP單打冠軍（印度清奈），雙打的表現較為出色，曾獲得八座ATP雙打冠軍，其中有七座與同胞尼古拉斯·庫爾蒂（Nicklas Kulti）合作奪得。1996年10月11日，他的ATP單打最高排名上升到世界39位。

## 個人生活
他與哥哥Joakim進行練習，弟弟Per也是打網球，父親Bjorn也曾在瑞典打網球和在延雪平打第一區手球，母親是Ulla，曾打美國公開賽青少年組單打決賽與奪得雙打冠軍，他曾被瑞典青少年網球協會提名為最佳新人獎，在台維斯盃的戰績是3–1，教練為同胞Martin Bohm。

## ATP巡迴賽

### 雙打

#### 冠軍
- 1992年：圣马力诺
- 1997年：Båstad、印第安納波利斯
- 1998年：聖彼得堡、斯德哥爾摩
- 2000年：巴塞隆納、哈雷、Båstad

## 外部連結
- 米克爾·提爾斯特倫（英文/西班牙文）的官方資料
- 米克爾·提爾斯特倫的國際網球總會 職業／青少年 官方資料（英文）
- 米克爾·提爾斯特倫的官方資料（英文）